# Motjärnsgruvan

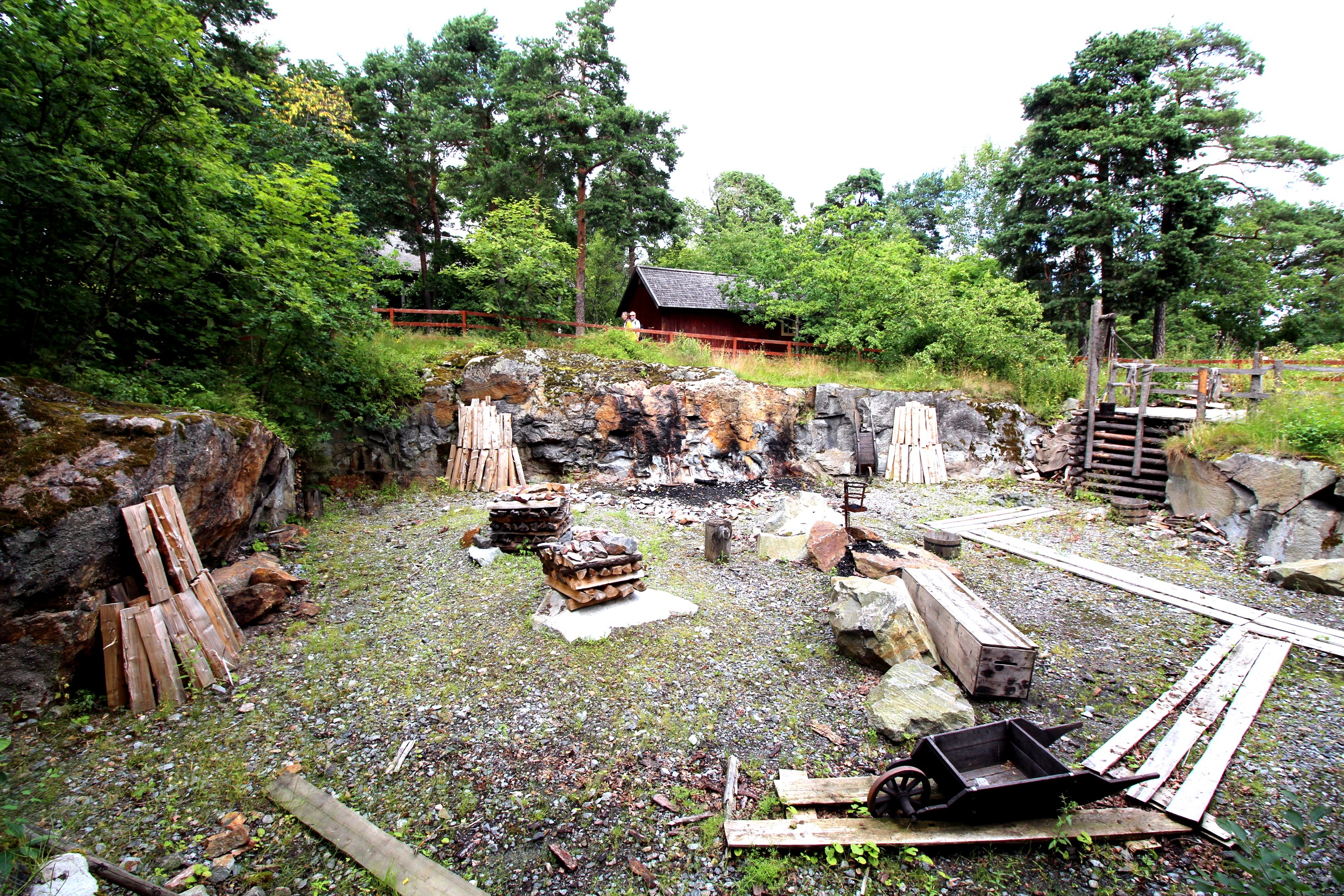
Motjärnsgruvan på Skansen.

Motjärnsgruvan är en gruvanläggning på friluftsmuseet Skansen på Djurgården i Stockholm. Motjärnsgruvan framställer ett dagbrott där brytning av järnmalm sker med hjälp av tillmakning. Miljön Motjärnsgruvan ska återspegla bergsverk som det kunde te sig under 1700-talet. 